# Giovanni Stradano
Giovanni Stradano nebo Jan van der Straet, van der Straat, Stradanus, Stratensis (1523 – 2. listopad 1605) byl umělec pocházející z Flander.

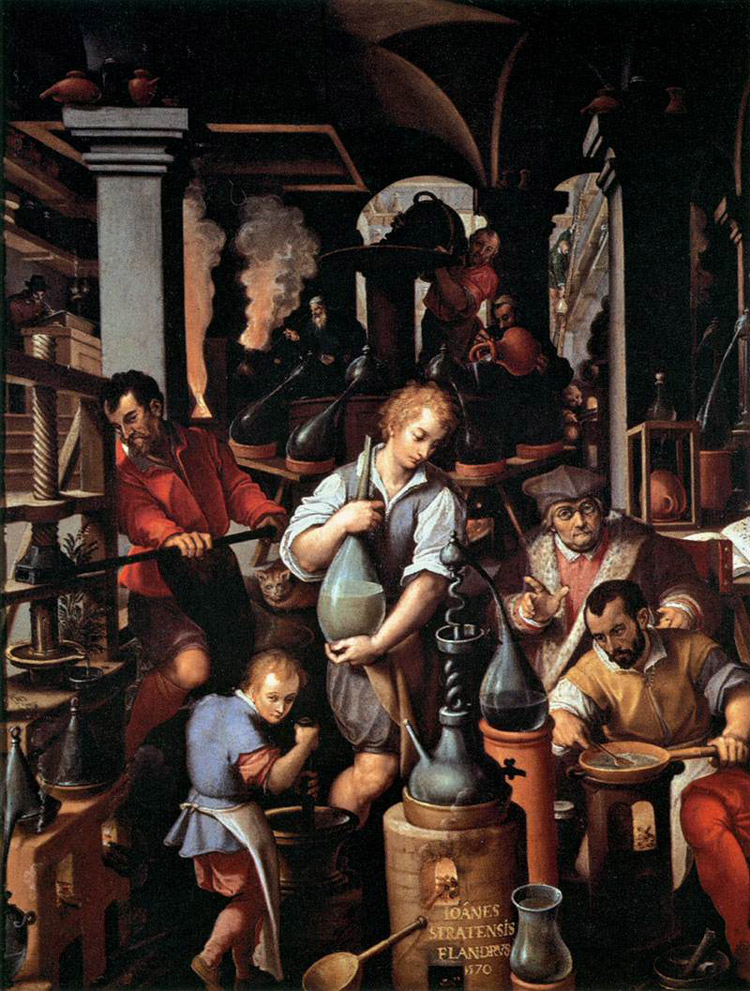
Alchymistická dílna - Il laboratorio dell'alchimista

## Život
Giovanni Stradano se narodil v Brugách, ale působil hlavně ve Florencii 16. století. Nejprve pracoval v obchodě svého otce, později odešel do Antverp, kde spolupracoval s Pietem Aertsenem. V roce 1545 se připojil k asociaci svatého Lukáše V Antverpách, což je ekvivalent římské Accademie San Luca. Do Florencie se vrátil roku 1550, kdy vstoupil do služby vévodů rodu Medici. Zde spolupracoval s dvorním malířem a architektem Medicejských Giorgiem Vasarim. Pro Medicejské vytvořil řadu návrhů tapisérií a fresek, které zdobily Palazzo Vecchio ve Florencii, Villa Medici v Poggio a Caiano a vytvářel návrhy pro Arezzeria Medicea. Pracoval také pro rodinu Pazzi na jejich panstvích v Montemurlu. Mnoho z jeho prací jsou lovecké scény. Jeho návrhy se staly tak populární, že byly i tištěny. Stradanus spolupracoval s tiskaři Hieronymem Cockem a rodinou Galle v Antverpách. Vytvářel stovky tisků na různých předmětech, z nichž většina byla opakovaně reprodukována a často spojována do svazků. Pracoval také s Francescem Salviatim na výzdobě Vatican Belvedere. Byl jedním z umělců, kteří se podíleli na Studiolo of Francesco I (1567-1577), ke kterému přispěl dvěma malbami, včetně The Alchemist's Studio. Zemřel ve Florencii v roce 1605.